# 교동대교

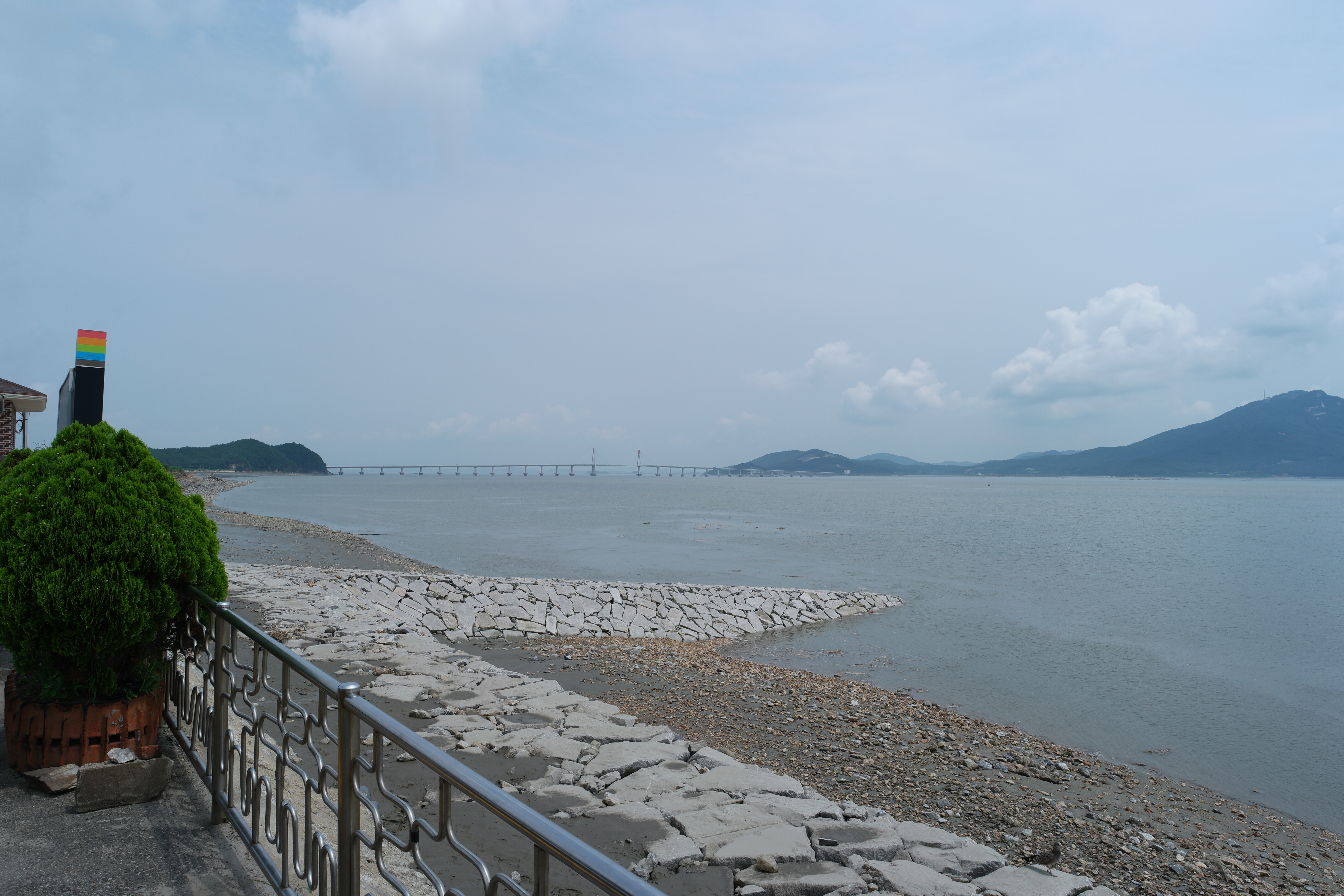
월선포에서 바라본 교동대교

교동대교(喬桐大橋)는 인천광역시 강화군 교동도(교동면 봉소리)와 강화도(양사면 인화리)를 연결하는 다리이다. 교동연륙교라고도 한다.
강화-교동 연결도로는 길이 2.11 km의 교동대교와 다리 양쪽의 접속도로 1.33 km를 합쳐 총 3.44 km이고, 900억 원의 사업비가 투입되어 2014년 7월 1일에 정식 개통하였다.

## 연혁
- 2008년 9월 25일 : 착공[1]
- 2011년 : 당초 2012년 말 개통할 계획이었으나, 갯벌에 설치된 기초말뚝이 전도되어 공사가 지연됨. (기초 말뚝 인양 후 재시공)
- 2014년 설 연휴 기간 : 임시 개통
- 2014년 6월 20일 : 시험 개통
- 2014년 7월 1일 : 정식 개통[2]

## 통행 제한
교동도는 민간인출입통제구역이기 때문에, 교동도 주민이 아닌 외지인은 해병대 검문소에서 출입증을 교부받은 후 교동대교 입구의 검문소에 그 출입증을 제시해야만 다리를 건널 수 있고 야간(오후 8시~오전 6시)에는 통행할 수 없다.

## 같이 보기
- 교동도
- 석모대교
- 영흥대교